# Hastina
Hastina là một chi bướm đêm thuộc họ Geometridae.